# Limburg mijn vaderland
Limburg mijn vaderland, ook wel Waar in 't bronsgroen eikenhout genoemd, is het officiële Limburgse volkslied. Het is  in 1909 geschreven door de onderwijzer Gerard Krekelberg. De melodie is gecomponeerd door Henri Tijssen, dirigent van het Koninklijk Roermonds Mannenkoor.
Het lied wordt tegenwoordig beschouwd als het volkslied van zowel Nederlands- als Belgisch-Limburg, al wordt het laatste couplet in België nooit gezongen. Dit orangistisch couplet dateert waarschijnlijk pas uit 1939 en is toegevoegd door J.N. Snackers, president van het Roermonds mannenkoor. In Nederlands-Limburg ontbreken vaak zowel het vierde als ook het derde couplet.

## Geschiedenis
Tijssen dirigeerde op 31 januari 1909 het Limburgs volkslied voor het eerst, ter gelegenheid van de oprichting van de "Vereniging ter bevordering van de volkszang in Limburg". Hij had aan Gerard Krekelberg gevraagd om een tekst te schrijven op door hem gecomponeerde muziek. De tekst was bedoeld als een ode aan Limburg. Het lied heette aanvankelijk "Limburg, mijn vaderland". Het wordt ook wel aangeduid met de beginregel "Waar in 't bronsgroen eikenhout". Het "bronsgroen eikenhout" waarover Krekelberg dichtte, waren de (nu verdwenen) eikenbomen rond het kasteel Borgitter in Kessenich. Dit kasteel ligt op de oever van de Itterbeek op de grens met de dorpskom van het Nederlandse Neeritter.
In het openbaar werd vooral Limburgs gesproken; kranten verschenen ook in het Duits. Bovendien was in sommige delen van Limburg Duits ook de voertaal in kerk en onderwijs, terwijl Maastricht in deze tijd nog steeds nauw verbonden was met het Franstalige Luikse land. Het gedicht van Krekelberg werd dan ook doelbewust gebruikt om Limburg als een deel van Nederland te portretteren. Dat blijkt uit het gebruik van het Nederlands in plaats van het Limburgs. Ook de uit 1939 daterende toevoeging met de aanhankelijkheidsverklaring aan het Huis van Oranje wil Limburg nadrukkelijk als een deel van Nederland presenteren.
Het lied werd spoedig populair, zowel in Nederlands- als Belgisch-Limburg, en geldt tegenwoordig als "volkslied" van beide Limburgen. In België worden enkel de eerste drie strofen gezongen, doorgaans door jeugdbewegingen en studentenverenigingen en op manifestaties. In Nederland is het volkslied vooral populair bij de mannenkoren. Later is door Piet Zeegers uit Posterholt een Limburgstalige versie van het lied gemaakt. Deze versie is niet eenvoudigweg een vertaling, maar omvat een wezenlijke verandering van de tekst.
Bij officiële gelegenheden wordt alleen het eerste couplet gezongen.

## Tekst
I

Waar in ’t bronsgroen eikenhout, ’t nachtegaaltje zingt.

Over 't malse korenveld, ’t lied des leeuweriks klinkt.

Waar de hoorn des herders schalt, langs der beekjes boord.

Daar is mijn vaderland, Limburgs dierbaar oord! (bis)

II

Waar de brede stroom der Maas, statig zeewaarts vloeit.

Weelderig sappig veldgewas, kostelijk groeit en bloeit.

Bloemengaard en beemd en bos, overheerlijk gloort.

Daar is mijn vaderland, Limburgs dierbaar oord! (bis)

III

Waar der vaaderen schone taal klinkt met heldere kracht.

Waar men kloek en fier van aard, vreemde praal veracht.

Eigen zeden, eigen schoon ’t hart des volks bekoort.

Daar is mijn vaderland, Limburgs dierbaar oord! (bis)

IV

Waar aan ’t oud Oranjehuis, ’t volk blijft hou en trouw.

Met ons roemrijk Nederland, één in vreugd en rouw.

Trouw aan plicht en trouw aan God, heerst van zuid tot noord.

Daar is mijn vaderland, Limburgs dierbaar oord! (bis)

## Varia
- Vaak wordt op de tweede tel van maat 19 een kwartnoot C gezongen in plaats van de door de componist geschreven achtste noten D en C. Daarmee wordt de relatief moeilijk te zingen septiemsprong vervangen door een gemakkelijkere sext.
- In maat 12 zingt men soms abusievelijk de vier kwartnoten A, D, E, D, in plaats van de overgebonden halve noot en kwartnoot A en de kwartrust.
- Het lied werd opgenomen in de populaire liedbundel Kun je nog zingen, zing dan mee.
- In 2009 verscheen er een boek met de titel Waar in 't bronsgroen eikenhout, over de geschiedenis van het lied. Daarbij hoort een cd met 10 verschillende uitvoeringen ervan. Van het Koninklijk Roermonds Mannenkoor, Ummer d'rneaver, Joost Meys, Noël Reynders, Willy Claes Quartet, Koninklijke harmonie Peer, Orkest Jeugd en muziek, Sjeng Kraft & Jaap Menten, Paul Steegmans. ISBN 978-90-78407-43-0.
- Harry Bordons Wie sjoeën ós Limburg is wordt vaak gezien als het tweede volkslied van de provincie Limburg.
- Tijssen wordt nog altijd geëerd met een straat in Roermond, Krekelberg "kreeg" een plein in Neeritter.